# Coldplay Live 2012
Live 2012 ist das zweite Live- und Videoalbum der britischen Alternative-Rock-Band Coldplay, das im Juni 2012 erschien.

## Entstehung und Veröffentlichung
Die Konzertpremiere am 26. Oktober 2011 in Madrid wurde als Live-Stream auf dem Videoportal YouTube gesendet. Die Dokumentation entstand unter der Regie von Paul Dugdale. Für das Video wurde Aufnahmen vom Glastonbury Festival (25. Juni 2011) sowie die Tourauftritte im Nationalstadion Stade de France in Paris (2. September 2012), in der Mehrzweckhalle Centre Bell in Montreal (27. Juli 2012) und vom Plaza de Toros de Las Ventas in Madrid (26. Oktober 2011) zusammen geschnitten.
Die Erstveröffentlichung von Live 2012 erfolgte am 15. Juni 2012 bei Parlophone. Das Werk erschien zunächst als Videoalbum auf Blu-Ray am 15. Juni 2012 (Katalognummer: 5099901514193). Filmstart war am 13. November 2012, ausgestrahlt um 19:00 Uhr in ausgewählten Kinos in 57 Ländern. Der Film wurde vor Mitternacht zweimal hintereinander gezeigt. Aufgrund eines Abkommens zwischen Parlophone und Studio 3 wurde der Film einen Tag später auf dem US-amerikanischen Kabel- und Satellitensender Epix gezeigt.
Am 16. November 2012 folgte zunächst die Veröffentlichung als CD-Ausführung (Katalognummer: 0151372), drei Tage später folgte die DVD-Ausführung (Katalognummer: 5099901513998). Der Dokumentation wurde während der Konzerte der Festival-Tour im Jahr 2011 und der Mylo-Xyloto-Tour aufgezeichnet, die im Oktober 2011 begann und im September 2012 endete. Am 13. November 2012 wurde der Film in ausgewählten Kinos in 57 Ländern gezeigt.
Die hierauf enthaltenen Lieder wurden alle gemeinsam von den Coldplay-Mitgliedern Guy Berryman, Jonny Buckland, Will Champion und Chris Martin geschrieben und produziert. Bei der Produktion erhielt die Band Unterstützung durch Jim Parsons.

## Marketing
Im April 2012 erwähnte der Band-Manager Phil Harvey erstmals die Dokumentation. Der erste Arbeitstitel lautet ColdplayFilm. Diese Bezeichnung war auch auf den Xyloband genannten, leuchtenden Armbändern eingraviert, die am Einlass zu den Konzerten verteilt wurden. Offiziell wurde der Film und das Album am 25. Oktober 2012 angekündigt. Am gleichen Tag bewarben zwei Websites das Live 2012-Projekt, eine die Kinoaufführung und die andere das Projekt in Gänze. Ein zweiminütiger Trailer begleitete die Ankündigung, welcher im Internet und über Filmwerbung publiziert wurde. Zusätzlich wurde eine Vorschau von dem Lied Us Against the World auf der Live 2012 Website online gestellt. Ein 183-seitiges E-Book über die Tour wurde ebenfalls angekündigt.

## Titelliste

### Audioalbum
| #  | Titel                           | Aufzeichnung | Länge |
| -- | ------------------------------- | --- | ----- |
| 1  | Mylo Xyloto                     | Stade de France | 0:56  |
| 2  | Hurts Like Heaven               | Stade de France | 4:16  |
| 3  | In My Place                     | Stade de France * | 3:54  |
| 4  | Major Minus                     | Plaza de Toros de Las Ventas / Stade de France                                                                                      | 3:39  |
| 5  | Yellow                          | Stade de France * | 6:51  |
| 6  | God Put a Smile upon Your Face  | Stade de France * | 5:21  |
| 7  | Princess of China (mit Rihanna) | Stade de France | 3:48  |
| 8  | Up in Flames                    | Stade de France | 3:17  |
| 9  | Viva la Vida                    | Glastonbury Festival / Stade de France *                                                                                            | 4:58  |
| 10 | Charlie Brown                   | Stade de France | 5:00  |
| 11 | Paradise                        | Stade de France | 5:32  |
| 12 | Us Against the World            | Centre Bell | 3:52  |
| 13 | Clocks                          | Centre Bell * | 4:44  |
| 14 | Fix You                         | Stade de France* | 5:00  |
| 15 | Every Teardrop Is a Waterfall   | mit „M.M.I.X.“ (Introduction), Stade de France / Glastonbury Festival / Centre Bell / Hollywood Bowl / Plaza de Toros de Las Ventas | 5:25  |

Samples
- „Every Teardrop Is a Waterfall“ beinhaltet Elemente von „Ritmo De La Noche“, geschrieben von Alex Christensen, Harry Castioni, Bela Lagonda und Jeff Wycombe, welches wiederum Elemente von „I Go to Rio“ beinhaltet, geschrieben von Peter Allen und Adrienne Anderson.
- „Princess of China“ nutzt ein Audiosample von dem Lied „Takk …“, geschrieben von Jón Þór Birgisson, Orri Páll Dýrason, Georg Hólm und Kjartan Sveinsson, aufgeführt von Sigur Rós.
- „Up with the Birds“ beinhaltet ein Audiosample aus „Driven by You“ von Brian May und einen Textausschnitt aus „Anthem“ von Leonard Cohen.

### Videoalbum
- Intro (Enthält Elemente von „Takk…“) 0:37
- Mylo Xyloto 0:43
- Hurts Like Heaven 4:02
- In My Place 3:48
- Intermission 1 (Erzählt von Chris Martin, enthält Elemente von „Don’t Let It Break Your Heart“) 4:08
- Major Minus 3:30
- Yellow 4:29
- Intermission 2 (Erzählt von Jonny Buckland, enthält Elemente von „Charlie Brown“) 3:51
- Violet Hill (Live, La Cigale, 31. Oktober 2011) (Berryman/Buckland/Champion/Martin) 3:49
- God Put a Smile upon Your Face 4:58
- Princess of China (mit Rihanna) 3:59
- Intermission 3 (Erzählt von Will Champion, enthält Elemente von „The Escapist“ und „Major Minus“) 3:02
- Up in Flames 3:13
- Viva la Vida 4:01
- Intermission 4 (Erzählt von Guy Berryman, enthält Elemente von „Up with the Birds“) 3:45
- Charlie Brown 4:45
- Paradise 4:37
- Us Against the World 3:59
- Clocks 5:07
- Intermission 5 (Erzählt von Chris Martin, enthält Elemente von „Mylo Xyloto“ und „Hurts Like Heaven“) 3:09
- Fix You 4:54
- Every Teardrop Is a Waterfall (mit „M.M.I.X.“ (Einführung)) 4:49
- Outro and Credits (Beinhaltet"Up with the Birds") 5:27
- The Scientist (Live 2. September 2012) (Berryman/Buckland/Champion/Martin) 5:09
- Don’t Let It Break Your Heart (mit „A Hopeful Transmission“ (Einführung) Live 2. September 2012) 4:27
- Photo Gallery 4:05

## Rezensionen
„Es ist das, was Coldplay den überwiegend negativ konnotierten Habitus der Stadion(pop)rockband eingebracht hat und Fans aus ‚Parachutes‘-Zeiten womöglich nicht mehr anspricht. Sicher ist ‚Mylo Xyloto‘ das schwächste Coldplay-Album, aber mit Verweis auf den Opener ‚Major minus‘, ‚Charlie Brown‘ und selbst ‚Princess of China‘ eben auch noch lange keine Ausfallerscheinung. Das Duett mit Rihanna darf man gerne verurteilen, aber wenn sie im Pariser Stade de France anfängt, ‚I could have been a princess‘ zu singen, schießt die mitgelieferte Synthfläche direkt ins Mark.“

„Ganz egal, was man von der Band und ihren Pop-Songs halten mag – in einem vollen Stadion kann man sich der Magie der Balladen, der gut inszenierten Lichtshow und der Gefühlsduselei kaum entziehen. Coldplay sind Meister der Bühnenshow. Diese ist aufwendig und dramaturgisch perfekt.“

„Der Sound ist brillant, die Bilder sind schön. Die Hits sind alle mit dabei. Bei ‚In My Place‘ rieselt Konfetti wie Lametta durch die Luft. Bei ‚Paradise‘ glüht das Publikum schöner als jeder Christbaum. Aber alles wirkt ein wenig zu perfekt. Wie Weihnachten ohne Überraschungen, massentauglich und rein. Da war diese Band in ihren Anfängen musikalisch doch schon mal deutlich weiter.“

## Kommerzieller Erfolg

### Chartplatzierungen
| ChartsChartplatzierungen | Höchstplatzierung | Wochen |
| ------------------------ | ----------------- | ------ |
| Deutschland (GfK)        | 3 (14 Wo.)        | 14     |
| Österreich (Ö3)          | 10 (10 Wo.)       | 10     |
| Schweiz (IFPI)           | 11 (11 Wo.)       | 11     |

| ChartsChartplatzierungen     | Höchstplatzierung | Wochen |
| ---------------------------- | ----------------- | ------ |
| Schweiz (IFPI)               | 1 (14 Wo.)        | 14     |
| Vereinigtes Königreich (OCC) | 1 (270 Wo.)       | 270    |

| ChartsJahrescharts (2012) | Platzierung |
| ------------------------- | ----------- |
| Deutschland (GfK)         | 59          |

### Auszeichnungen für Musikverkäufe
| Land/Region       | Auszeichnungen für Musikverkäufe (Land/Region, Auszeichnung, Verkäufe) | Verkäufe |
| ----------------- | ---------------------------------------------------------------------- | -------- |
| Frankreich (SNEP) | Platin                                                                 | 100.000  |
| Italien (FIMI)    | Gold                                                                   | 30.000   |
| Neuseeland (RMNZ) | Gold                                                                   | 7.500    |
| Insgesamt         | 2× Gold · 1× Platin ·                                                  | 137.500  |

| Land/Region                  | Auszeichnungen für Musikverkäufe (Land/Region, Auszeichnung, Verkäufe) | Verkäufe |
| ---------------------------- | ---------------------------------------------------------------------- | -------- |
| Australien (ARIA)            | 7× Platin                                                              | 105.000  |
| Frankreich (SNEP)            | Diamant                                                                | 60.000   |
| Kanada (MC)                  | 4× Platin                                                              | 40.000   |
| Portugal (AFP)               | 3× Platin                                                              | 24.000   |
| Spanien (Promusicae)         | Gold                                                                   | 10.000   |
| Vereinigtes Königreich (BPI) | 4× Platin                                                              | 200.000  |
| Insgesamt                    | 1× Gold · 18× Platin · 1× Diamant ·                                    | 439.000  |